# Francinaina Noguera Garau
Francinaina Noguera Garau, nascuda el 1832 a Llucmajor, Mallorca, i traspassada també a Llucmajor el 1889, fou una glosadora mallorquina.
Francinaina Noguera publicà una plagueta de gloses que duu per títol Dècimes (...) sobre la festa celebrada (...) en memòria del setè centenari de Sant Francesc, del 1883. En aquesta obra descriu d'una manera enfervorida les celebracions realitzades pels franciscans en el Convent de Sant Bonaventura de Llucmajor l'octubre de 1882 en el setè aniversari del naixement de Sant Francesc d'Assís.